# UCI America Tour 2014
L'UCI America Tour 2014 fu la decima edizione dell'UCI America Tour, uno dei cinque circuiti continentali di ciclismo dell'Unione Ciclistica Internazionale. Era composto da trentaquattro gare che si svolsero tra ottobre 2013 e dicembre 2014 in America. Il vincitore della classifica individuale fu il costaricano Juan Carlos Rojas, migliore squadra fu la statunitense SmartStop, mentre la migliore nazione classificata furono gli Stati Uniti.

## Calendario

### Ottobre 2013
| Data | Prova                  | Cat. | Vincitore            | Squadra              |
| ---- | ---------------------- | ---- | -------------------- | -------------------- |
| 6    | Tobago Cycling Classic | 1.2  | Jaime Ramirez Bernal | + En Cristo-IMRDCHIA |

### Novembre 2013
| Data | Prova            | Cat. | Vincitore                 | Squadra              |
| ---- | ---------------- | ---- | ------------------------- | -------------------- |
| 1-10 | Vuelta a Bolivia | 2.2  | Salvador Moreno Hernandez | Colombia-Coldeportes |

### Dicembre 2013
| Data  | Prova                        | Cat. | Vincitore         | Squadra                          |
| ----- | ---------------------------- | ---- | ----------------- | -------------------------------- |
| 18-29 | Vuelta Ciclista a Costa Rica | 2.2  | Juan Carlos Rojas | Junta de Protección Social-Giant |

### Gennaio
| Data  | Prova             | Cat. | Vincitore      | Squadra             |
| ----- | ----------------- | ---- | -------------- | ------------------- |
| 10-19 | Vuelta al Táchira | 2.2  | Jimmi Briceño  | Lotería del Táchira |
| 20-26 | Tour de San Luis  | 2.1  | Nairo Quintana | Movistar Team       |

### Febbraio
| Data  | Prova                                        | Cat. | Vincitore     | Squadra                                 |
| ----- | -------------------------------------------- | ---- | ------------- | --------------------------------------- |
| 9-16  | Tour do Brasil Volta Ciclística de São Paulo | 2.2  | Magno Nazaret | Funvic Brasilinvest-São José dos Campos |
| 20-27 | Vuelta Ciclística Independencia Nacional     | 2.2  | Edwin Sánchez | Formesán-Bogotá Humana                  |

### Marzo
| Data  | Prova                         | Cat. | Vincitore           | Squadra      |
| ----- | ----------------------------- | ---- | ------------------- | ------------ |
| 5-9   | Vuelta Mexico                 | 2.2  | Juan Pablo Villegas | 472-Colombia |
| 15-19 | Giro do Interior de São Paulo | 2.2  | annullata           |              |

### Aprile
| Data  | Prova                                               | Cat. | Vincitore           | Squadra                                 |
| ----- | --------------------------------------------------- | ---- | ------------------- | --------------------------------------- |
| 5-9   | Volta Ciclística Internacional do Rio Grande do Sul | 2.2  | José Luis Rodríguez | Clos de Pirque                          |
| 18    | Winston Salem Cycling Classic                       | 1.2  | Travis McCabe       | Team SmartStop                          |
| 23-27 | Volta do Paraná                                     | 2.2  | Carlos Manarelli    | Funvic Brasilinvest-São José dos Campos |
| 30-4  | Tour of the Gila                                    | 2.2  | Carter Jones        | Optum-Kelly Benefit Strategies          |

### Maggio
| Data  | Prova                                          | Cat. | Vincitore            | Squadra  |
| ----- | ---------------------------------------------- | ---- | -------------------- | -------- |
| 8     | Campionati panamericani - Cronomentro Under-23 | CC   | Rodrigo Contreras    | Colombia |
| 8     | Campionati panamericani - Cronomentro          | CC   | Pedro Herrera Moreno | Colombia |
| 11    | Campionati panamericani - In linea             | CC   | Byron Guamá          | Ecuador  |
| 11    | Campionati panamericani - In linea Under-23    | CC   | Fernando Gaviria     | Colombia |
| 11-18 | Tour of California                             | 2.HC | Bradley Wiggins      | Team Sky |

### Giugno
| Data  | Prova                               | Cat. | Vincitore    | Squadra                           |
| ----- | ----------------------------------- | ---- | ------------ | --------------------------------- |
| 1     | Philadelphia Cycling Classic        | 1.1  | Kiel Reijnen | UnitedHealthcare Pro Cycling Team |
| 5-8   | Coupe des Nations Ville de Saguenay | 2.2  | Jure Kocjan  | Team Smartstop                    |
| 11-15 | Tour de Beauce                      | 2.2  | Toms Skujiņš | Hincapie Sportswear Development   |

### Luglio
| Data | Prova              | Cat. | Vincitore        | Squadra                        |
| ---- | ------------------ | ---- | ---------------- | ------------------------------ |
| 4-13 | Vuelta a Venezuela | 2.2  | Yonathan Salinas | Formesán-Bogotá Humana         |
| 6    | Tour de Delta      | 1.2  | Jesse Anthony    | Optum-Kelly Benefit Strategies |

### Agosto
| Data  | Prova                     | Cat. | Vincitore          | Squadra                    |
| ----- | ------------------------- | ---- | ------------------ | -------------------------- |
| 1-10  | Tour de Guadeloupe        | 2.2  | Jhon Nava          | Union Cycliste Moule       |
| 4-10  | Tour of Utah              | 2.1  | Tom Danielson      | Garmin-Sharp               |
| 6-17  | Vuelta a Colombia         | 2.2  | Óscar Sevilla      | EPM-UNE-Área Metropolitana |
| 13-17 | Vuelta al Sud de Bolivia  | 2.2  | Juan Cotumba Coa   | Pollito Rico               |
| 18-24 | USA Pro Cycling Challenge | 2.HC | Tejay van Garderen | BMC Racing Team            |
| 26-31 | Tour do Rio               | 2.2  | Óscar Sevilla      | EPM-UNE-Área Metropolitana |

### Settembre
| Data | Prova                | Cat. | Vincitore    | Squadra         |
| ---- | -------------------- | ---- | ------------ | --------------- |
| 2-7  | Tour of Alberta      | 2.1  | Daryl Impey  | Orica-GreenEDGE |
| 13   | Bucks County Classic | 1.2  | Zachary Bell | Team SmartStop  |

### Ottobre
| Data | Prova                  | Cat. | Vincitore    | Squadra            |
| ---- | ---------------------- | ---- | ------------ | ------------------ |
| 5    | Tobago Cycling Classic | 1.2  | Óscar Pachón | Coco's             |
| 25-1 | Tour du Guatemala      | 2.2  | Alex Cano    | Orgullo Antioqueño |

### Dicembre
| Data  | Prova                        | Cat. | Vincitore         | Squadra                          |
| ----- | ---------------------------- | ---- | ----------------- | -------------------------------- |
| 14-25 | Vuelta Ciclista a Costa Rica | 2.2  | Juan Carlos Rojas | Junta de Protección Social-Giant |

## Classifiche
Classifiche finali.
| Pos. | Corridore         | Squadra        | Punti  |
| ---- | ----------------- | -------------- | ------ |
| 1    | Juan Carlos Rojas | Social-Giant   | 240    |
| 2    | Óscar Sevilla     | EPM-UNE        | 205,6  |
| 3    | Jure Kocjan       | SmartStop      | 191    |
| 4    | Kiel Reijnen      | UnitedHealthc. | 158    |
| 5    | Byron Guamá       | Team Ecuador   | 145    |
| 6    | Serghei Țvetcov   | Jelly Belly    | 137    |
| 7    | Joey Rosskopf     | Hincapie Sp.   | 127    |
| 8    | Yonathan Salinas  | Kino Táchira   | 123,67 |
| 9    | Carlos Gálviz     | Androni Gioc.  | 116    |
| 10   | Rob Britton       | Team Ecuador   | 96     |

| Pos. | Squadra                  | Punti  |
| ---- | ------------------------ | ------ |
| 1    | Team SmartStop           | 532    |
| 2    | Optum-Kelly Benefit      | 375    |
| 3    | Funvic Brasilinvest      | 351    |
| 4    | Hincapie Sportswear      | 337    |
| 5    | Team Ecuador             | 256    |
| 6    | UnitedHealthcare         | 239    |
| 7    | San Luis Somos Todos     | 230,35 |
| 8    | Jamis-Hagens Berman      | 187    |
| 9    | Jelly Belly p/b Maxxis   | 184    |
| 10   | Clube Dataro de Ciclismo | 148    |

| Pos. | Nazione     | Punti  |
| ---- | ----------- | ------ |
| 1    | Stati Uniti | 754    |
| 3    | Colombia    | 717,67 |
| 2    | Venezuela   | 713,34 |
| 4    | Costa Rica  | 592    |
| 5    | Brasile     | 545    |
| 6    | Canada      | 463    |
| 7    | Argentina   | 404,01 |
| 8    | Ecuador     | 351    |
| 9    | Bolivia     | 242    |
| 10   | Cuba        | 203    |